# Pantern
Pantern är ett jugendhus i Åbo ritat av arkitekten Frithiof Strandell. Byggnaden färdigställdes år 1910 och ligger vid Vårdbergsparken på Kaskisgatan 2. I likhet med Strandells tidigare jugendhus Hjorten fick huset namn efter den av Carl Ludwig Engel gjorda detaljplanen för Åbo, där stadens kvarter namngavs efter olika djur. 
Huset i fyra våningar har fasader både mot Kaskisbacken och Vårdbergsparken. För husets dekorationer använde sig Strandell av konstnären Willy Baer som bland annat gjorde glasmålningarna i huset. En intressant detalj, som även är ett av kännetecknen för huset är den stora panterreliefen i sten som finns uppe i fasaden mot Kaskisgatan. När Pantern byggdes hade Frithiof Strandell redan ritat några andra byggnader i grannskapet, bland annat Hjorten längre upp på Kaskisbacken samt ett stenhus på andra sidan Kaskisgatan åt apotekaren Ditzler, dvs. nuvarande Kaskenlinna.